# Debinha
Débora Cristiane de Oliveira (Brasópolis, Minas Gerais; 20 d'octubre de 1991), coneguda esportivament com Debinha, és una futbolista professional brasilera que juga com a davantera del Kansas City Current de la lliga estatunidenca i amb la selecció del Brasil.

## Carrera

### Clubs
Va iniciar la seva carrera a l'estat de São Paulo. Va començar al Lorena FC, amb tan sols 15 anys, romanent-hi dues temporades abans de fitxar, el 2008, pel Saad de São Caetano do Sul. Després de dos anys, va ser contractada per la Portuguesa, on va jugar-hi la temporada 2010. L'any 2011 passaria al Foz Cataratas, a Foz do Iguaçu (Paraná), club amb el que va conquerir el seu primer títol, la Copa del Brasil. A finals d'any, s'incorporaria al Centro Olímpico paulista.
Quan la brasilera Rosana va fitxar per l'Avaldsnes IL, l'agost de 2013, va recomanar al club noruec la incorporació de Debinha. En la seva segona temporada al país escandinau, va convertir-se en la màxima golejadora de la lliga. Va sortir cedida entre novembre i desembre de 2014, juntament amb Rosana, per ajudar al São José brasiler a guanyar la Copa Libertadores Femenina i el Campionat Internacional Femení de Clubs, tornant a Noruega a principis de 2015.

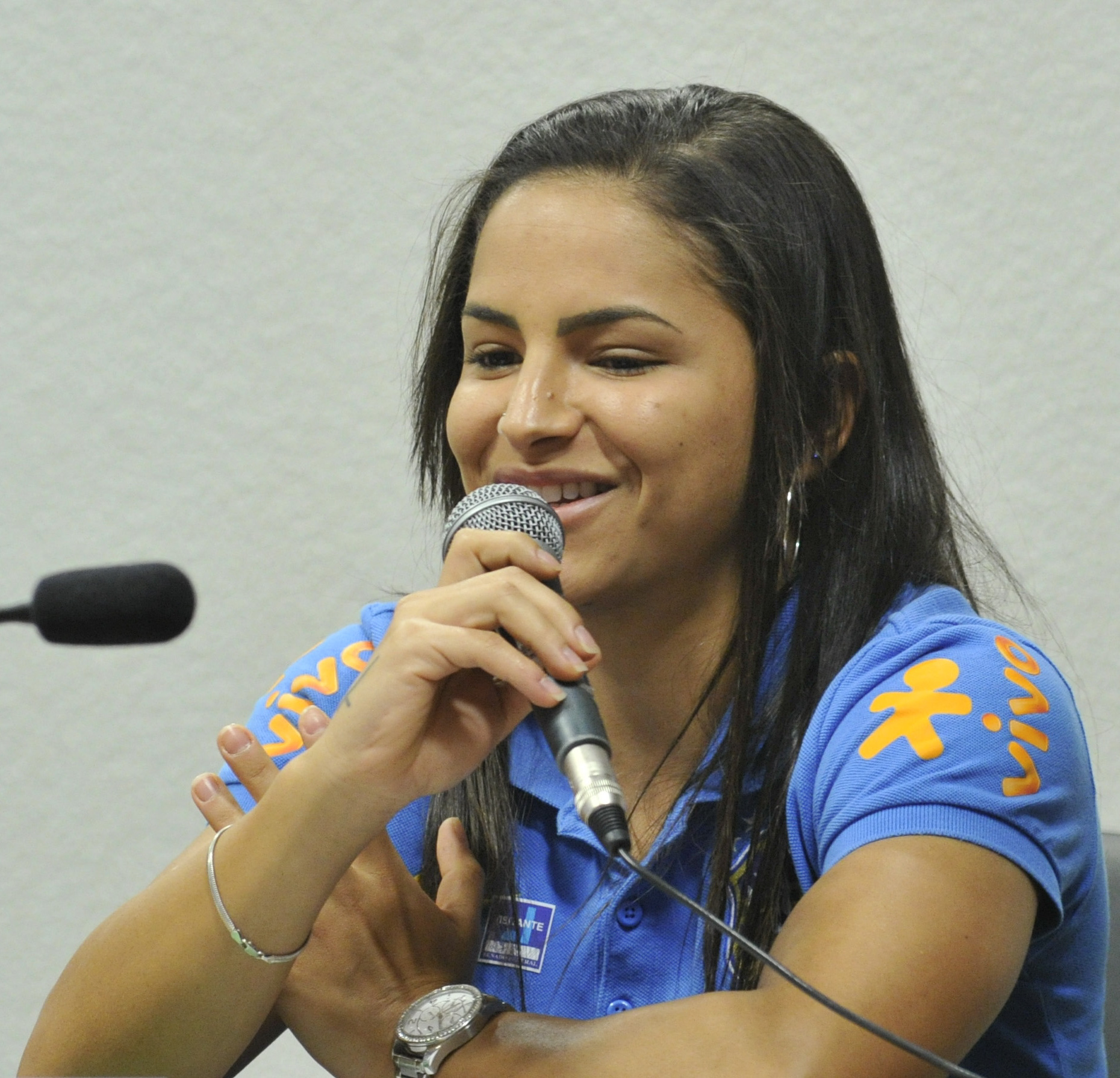
Debinha (2015)

L'any 2016 va incorporar-se al Dalian Quanjian, de la Super lliga xinesa. Debinha va signar amb les Western New York Flash de la National Women's Soccer League dels Estats Units, dies abans que la franquícia fos venuda, traslladada a Cary, Carolina del Nord i rebatejada com les North Carolina Courage. Segons els mitjans, Debinha no havia sigut informada dels plans de la franquícia mentre en negociaven la incorporació. Més enllà de l'enrenou, va ser una peça important de les Courage, sent la migcampista ofensiva titular de l'equip. A més, va anotar el primer gol de la franquícia al seu nou estadi. Va jugar en tots els partits de la temporada regular de 2017 i l'equip va classificar-se per als playoffs. Debinha va luxar-se el colze en el partit de semifinals, contra les Chicago Red Stars, i no va poder disputar la final del campionat, que North Carolina va perdre 1-0 davant les Portland Thorns.
El març de 2018, la lliga va incloure Debinha en l'Equip del Mes. Va marcar vuit gols durant la fase regular, ajudant a les Courage a guanyar el seu segon Escut NWSL consecutiu, el trofeu atorgat per haver finalitzat la lliga regular en primera posició. Debinha va ser inclosa en el segon Onze de la Lliga d'aquella temporada. Aquell any, l'equip va poder venjar-se de les Thorns, derrotant-les 3-0 en la final, amb un gol de la brasilera.
L'any 2019, Debinha va jugar 21 partits entre lliga i playoffs, ajudant a North Caroline amb 10 gols i 7 assistències. Va ser nomenada a l'equip del mes de la NWSL de juliol, agost i setembre. Les Courage van revalidar el títol de lliga, en una victòria per 4-0 contra les Chicago Red Stars. L'atacant mineira va marcar el primer gol i va endur-se el premi MVP de la final.
La lliga de 2020 va ser suspesa per la pandèmia de Covid-19. Des de llavors, les Courage no van tornar a rendir al mateix nivell: el 2021 van caure en la primera eliminatòria del playoff, mentre que el 2022 no s'hi van classificar. No obstant, aquesta darrera temporada, l'equip va alçar-se amb la Challenge Cup i Debinha va ser nomenada MVP del torneig, per segon cop.

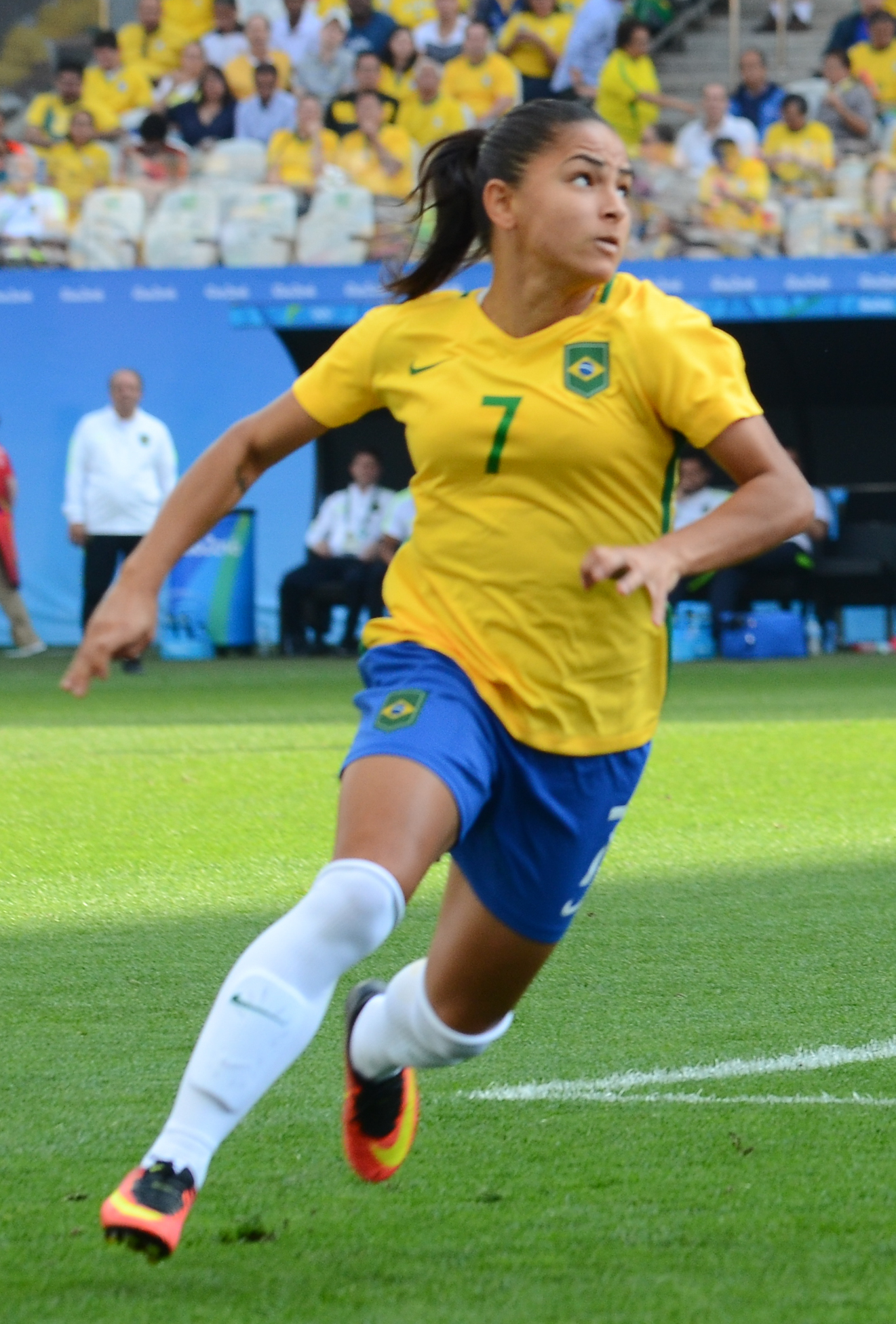
Debinha jugant amb la selecció olímpica a Rio 2016.

El desembre de 2022, Debinha va confirmar la seva sortida de Carolina del Nord, signant un contracte de dos anys -prorrogable a un tercer- amb les Kansas City Current, de Missouri. Tot i la mala temporada de l'equip, que va ser penúltim de la lliga, la brasilera va ser tercera en la llista de golejadores, amb 9 dianes, i va ser inclosa en el millor onze del torneig.

### Selecció brasilera
Després de representar el Brasil a la Copa del Món Femenina Sub-20 de la FIFA de 2010, Debinha va fer el seu debut sènior el 18 d'octubre de 2011, en la victòria per 2-0 davant l'Argentina als Jocs Panamericans de 2011, disputats a Guadalajara. L'any següent va ser inclosa en la llista de reserves de la selecció pels Jocs Olímpics de Londres de 2012.
Va formar part del combinat que va disputar els Jocs Olímpics de 2016 al seu país, obtenint-hi una agredolça 4a posició; i va ser una de les quatre jugadores de la NWSL convocades per representar al Brasil en la Copa del Món Femenina de 2019, celebrada a França. El 18 de febrer de 2021, Debinha va jugar el seu partit número 100 amb el Brasil, en una victòria per 4-1 contra l'Argentina.
Ha guanyat amb la selecció la Copa Amèrica de 2018 i de 2022. També ha representat el Brasil en els Jocs de Tòquio (2021) i en la Copa del Món de 2023, celebrada a Austràlia i Nova Zelanda, on va marcar un gol en el partit de la fase de grups del Brasil contra França. També va formar part de l'equip que va disputar la primera edició de la Copa Or de la CONCACAF, l'hivern de 2024, on les brasileres van resultar subcampiones.

## Palmarès

### Foz Cataratas
- Copa del Brasil, 2011.

### São José
- Copa Libertadores: 2014.
- Campionat del món de clubs: 2014.

### North Carolina Courage
- Campions de la NWSL: 2018, 2019.

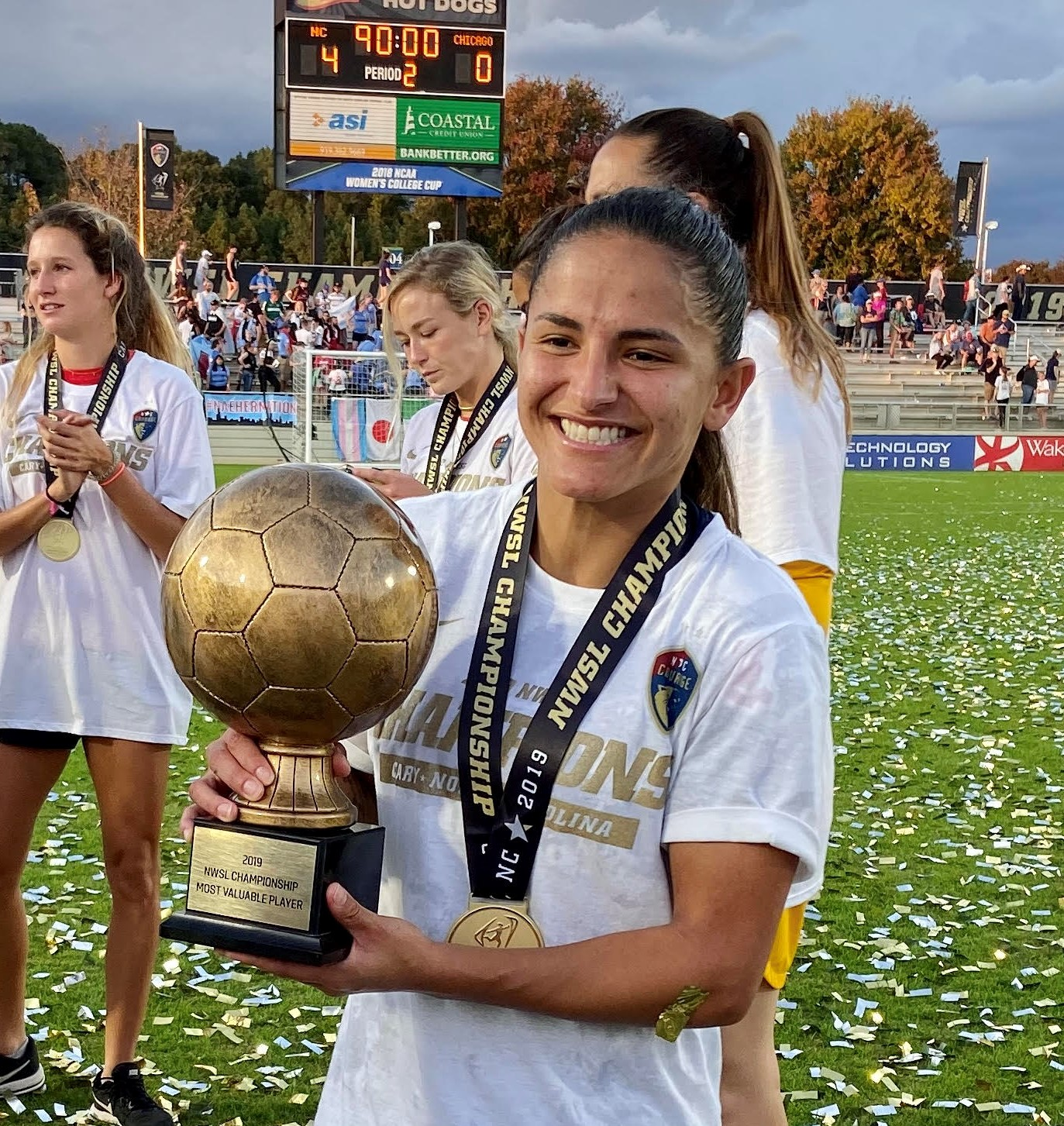
Amb la medalla de campiona i el trofeu d'MVP de la final de la NWSL de 2019.

- Escut de la NWSL: 2017, 2018, 2019.
- NWSL Challenge Cup: 2022.

### Brasil
- Copa Amèrica: 2018, 2022.

### Premis individuals
- Millor XI de la NWSL: 2022,[33] 2023.[34]
- Segon XI de la NWSL: 2018.
- MVP de la Final de la NWSL: 2019.
- MVP de la NWSL Challenge Cup: 2021, 2022.
- Màxima golejadora de la NWSL Challenge: 2021.
- Equip femení de la dècada IFFHS - CONMEBOL: 2011-2020.[35]

## Vida personal
Debinha és obertament lesbiana i té una relació amb Meredith Speck, la seva antiga companya d'equip a North Carolina Courage.